# Буровая мука
Буровая мука — мелкие опилки, которые производятся различными насекомыми, обитающими внутри древесины различных деревьев и проделывающими ходы в ней при помощи своих верхних челюстей (короеды, личинки жуков-усачей, рогохвосты и др.).
Буровая мука находится в ходах, которые были проделаны насекомыми, а также может выступать наружу из т. н. лётных отверстий. Часть этой муки лежит кучками перед выходными отверстиями, часть осыпается. Если ход насекомого проходит в коре, то буровая мука обычно имеет коричневатый цвет, а если ход проходит непосредственно в древесине — то беловатый или желтоватый цвет.